# Carl Gottfried Haentze
Johann Carl Gottfried Haentze (* 30. Juni 1781 in Eilenburg; † 27. Juni 1858 in Schedewitz) war ein deutscher Unternehmer in der Textilindustrie.

## Leben
Nach Abschluss seiner kaufmännischen Ausbildung ließ sich Haentze in Hainichen als Kaufmann nieder, wo er seine erste Spinnerei gründete. Nach dem Verkauf des Unternehmens siedelte er nach Ronneburg, wo er ebenfalls als Textilfabrikant wirkte. 1829 kaufte Haentze die Spinnmühle Schedewitz bei Zwickau und gestaltete den Betrieb zu einer Kammgarnspinnerei um. 1835 wurden seine Erzeugnisse auf der Dresdener Industrieausstellung mit der Großen Goldmedaille ausgezeichnet.
Am 2. September 1835 fusionierten die drei Schedewitzer Kammgarnspinnereien Petrikowsky-Lindenau, von Leipziger und Haentze zur Firma Petrikowsky & Co.. Haentze wurde Geschäftsleiter und Anteilseigner. Das am Muldenmühlengraben ansässige Unternehmen expandierte schnell. Petrikowsky & Co. betrieb in Albernau und Johanngeorgenstadt Handwollkämmereien. Im Jahre 1839 wurde das Unternehmen in eine oHG umgewandelt.
Der Schwerpunkt des Wirkens Haentze lag vor allem in der Verbesserung der Spinntechnik und der Vergrößerung der Produktionsanlagen. Neben der Suche nach neuen Absatzmärkten für die Garne setzte er verstärkt auf die Verwendung von preisgünstiger Rohwolle aus Pommern und Mecklenburg.
1849 schied Haentze aus dem Unternehmen aus. Er setzte seinen Schwiegersohn Aloys Dautzenberg (1808–1880) als Nachfolger ein und übertrug ihm seine Unternehmensanteile.
Unter Carl Emil Kreller (1844–1915), ebenfalls Haentzes Schwiegersohn, der 1880 die Leitung der Firma übernahm, wurde das Unternehmen in die Kammgarnspinnerei Schedewitz AG umgewandelt.

## Familie
Haentze war der Sohn eines anhaltinischen Kammerbeamten und einer unbekannten Mutter. Er war verheiratet mit Johanna Dorothea geb. Herfurth, Tochter eines Barchentfabrikanten in Hainichen. Das Paar hatte 6 Töchter.